# Namgyal-dynastie van Ladakh
De Namgyal-dynastie van Ladakh werd in 1470 gesticht door Lhachen Bhagan, een koning uit Basgo die met de omverwerping van de koning van Leh Ladakh verenigde. Na de overwinning nam Bhagan de bijnaam Namgyal aan, dat overwinnelijk betekent. Deze dynastie bestaat begin 21e eeuw nog steeds.

## Lijst van koningen en regeertijd
Deze lijst is niet compleet
- Lhachen Bhagan (1470-?)
- Tashi Namgyal (1555-1575)
- Tsewang Namgyal (1575-?)
- Jamyang Namgyal (?-1616)
- Sengge Namgyal (1616-1642)
- Deldan Namgyal (1642-1694)
- Nyima Namgyal (rondom 1697)
- Tsewang Namgyal II (rondom 1760)
- Tsepal Namgyal (?-1834)

## Familieleden van de Namgyal
- Tsotra Namgyal, beter bekend als Taring Radja (1887-?)
- Phuntso Rabgye, beter bekend als Ragashar (1902-?)